# Brug 2263
Brug 2263 is een bouwkundig kunstwerk in Amsterdam Nieuw-West.
Het maakt deel uit van een serie van achttien voet- en fietsbruggen die in opdracht van stadsdeel Osdorp (opdracht 1997, bouw rond 2003) is in de wijk Middelveldsche Akerpolder (MAP). Die achttien bruggen zijn aan aanvulling op de verkeersbruggen die al in die wijk lagen; ze maken het voetgangers en fietsers eenvoudiger om sneller naar een andere plaats in de wijk te kunnen gaan in plaats van om te rijden over die verkeersbruggen met alle gevaar van dien. Brug 2263 is een voetbrug tussen De Alpen en de Vätternkade. Voor het totaalpakket aan dit soort bruggen maakte architectenbureau Cepezed een soort bouwpakket voor bruggen, waarbij lengte en breedte al naargelang de wensen aangepast kon worden. De overspanning werd daarbij verzorgd door houten balken die om-en-om in de lengte aan elkaar gekoppeld werden door één pen. Daarop werden verzinkt stalen roosters en balusters geplaatst. De bruggen zagen er mooi uit, maar de praktijk was weerbarstiger dan de theorie. De roosters werden glad met regen en/of sneeuw en wind door de roosters liet ze fluiten. De roosters en balusters werden daarop vervangen door een houten brugdek en open leuningen.